# Lojze Kastelic
Lojze Kastelic , slovenski čebelar in krajevni zgodovinar, * 27. marec 1923, Mali Vrh pri Mirni Peči, † 18. januar 2010, Vikrče pod Šmarno Goro.

## Življenje
Lojze Kastelic se je rodil 18. januarja 1923 na Malem Vrhu pri Mirni Peči. Osnovno šolo je obiskoval v Mirni Peči, ki je v tistem času gostovala v gasilskem domu. Po štirih razredih osnovne šole je opravil tudi nižjo gimnazijo v Novem mestu, po opravljeni mali maturi pa se je vpisal v peti razred na bežigrajsko gimnazijo v Ljubljani. Tam mu je bil razrednik arheolog, akademik Srečko Brodar, ki ga je z raziskovanjem Potočke zijalke navdušil za študij arheologije. Arheologija ga je zanimala tudi zaradi legend o zakopanem zlatem teletu in zaradi izkopanin v domačem kraju, ko so domačini pri cerkvi sv. Mateja ob kopanju kamenja za vaško cesto našli del obzidja in človeške kosti. Zaradi izbruha vojne je bil Lojze Kastelic prikrajšan za študij areholoških ved, a ga misel na arheološko bogastvo Mirne Peči ni zapustila niti do smrti. Nenehno je pisal koncepte in načrtoval izkopavanja, ki bi potrdila njegovo tezo o zakopanem zakladu Mirne Peči. Z družino si je pod Šmarno Goro na Gorenjskem ustvaril dom in družino preživljal s čebelarjenjem. Leta 1944 je v zameno za velikonočno šunko dobil svoje prve čebele, ki so ga pritegnile za učenje o čebelarstvu. Čebelarstva se je učil pod mentorstvom antropozofa Rudolfa Steinerja in zaradi njegovega navdiha razmišljal o novi filozofski smeri, ki jo je imenoval apizofija. Po upokojitvi je čebelarstvo preselil nazaj v Mirno Peč, nad pečino v dolini reke Temenice, kjer je 18. januarja 2010 tudi umrl.  

## Delo
Od leta 1961 je sodeloval z Zavodom za čebelarstvo in pozneje z Agromelom, po njegovem propadu pa z Medexom. Od leta 1965 je bil kooperant Medexa, v tistem času pa je bil tudi eden največjih pridelovalcev matičnega mlečka v Jugoslaviji. Bil je eden izmed pobudnikov Čebelarskega centra Slovenije in predstavnik modernega čebelarjenja. O čebelarjenju je predaval v čebelarskih društvih v Sloveniji in Jugoslaviji, sočasno pa je objavljal članke v Slovenskem čebelarju in drugih publikacijah. O inovacijah v čebelarstvu je razmišljal pred svojim časom. Že pred smrtjo je raziskoval o apiterapiji in o apisariju, vdihovanju vonja iz čebeljega panja preko cevi, kar pa šele dandanes postaja predmet številnih raziskav. Na podlagi poglobljenega raziskovanja čebelarjenja in svojih bogatih izkušenj je napisal knjigi Korenine umnega čebelarjenja in Hiperborejci v naših krajih. Za svoj prispevek k razvoju slovenskega čebelarstva pa je prejel najvišja čebelarska odličja in priznanja.
Petdeset let je bil član Čebelarskega društva Tacen, zadnja leta tudi častni član. Častni član je bil tudi v Čebelarskem društvu Trebnje in Čebelarskem društvu Krka. Bil je član sekcije za apiterapijo Čebelarskega društva Slovenije, ki deluje še danes.

## Nagrade in priznanja
- odličje Antona Janše I. stopnje, 1973
- red dela s srebrnim vencem, 1974
- častno priznanje Čebelarske zveze Slovenija za dolgoletno delo v čebelarski organizaciji, 1998
- plaketa Občine Mirna Peč, 2014